# N'Diaga Samb
N'Diaga Samb (Rufisque, 5 augustus 1966 – Dakar, 19 februari 2025) was een professionele dammer uit Senegal. Hij werd in 1992 Meester Internationaal (MI) en in 2000 Grootmeester Internationaal (GMI). In 2008 stond hij op de 8e plaats van de wereldranglijst.
Zijn carrière begon in 1996, toen hij in Dakar het eerste 'Mind Games International Festival' won. Een paar keer heeft Samb tegen Buggy gespeeld, een computerprogramma ontworpen door Nicolas Guibert. In 2001 versloeg hij Buggy. Toen ze in 2003 weer tegen elkaar speelden, won Buggy.
Op 19 februari 2025 overleed Samb, vlak na een damtoernooi in de Senegalese hoofdstad Dakar.

## Gewonnen
Nationaal
- 1990: Nationaal Damkampioenschap van Senegal
- 1992: Nationaal Damkampioenschap van Senegal
- 2008: Nationaal Damkampioenschap van Senegal

Internationaal
- 1991: Brunssum Open
- 1992: Mello Koolman toernooi
- 1998: Nijmegen Open
- 1999: Brunssum Open
- 2000: Mello Koolman toernooi, Bijlmertoernooi
- 2001: Zeeland Open
- 2002: Zeeland Open
- 2003: Leeuwarden
- 2016: Afrikaans kampioenschap
- 2018: Brunssum Open
- 2019: Brunssum Open

Samb is recordwinnaar van het Brunssum Open. 